# Професійна футбольна ліга Узбекистану
Професіональна футбольна ліга Узбекистану, також відома як ПФЛ (узб. «O`zbekiston Professional Futbol  Ligasi») — футбольна організація, яка управляє та контролює всю систему футбольних ліг країни. У 2008 році за рекомендацією Азіатської конфедерації футболу було виділено з Федерації футболу Узбекистану як окрему організацію.
Координує проведення таких професійних футбольних змагань, як Суперліга, Про-ліга, Перша ліга, Кубок Узбекистану, Кубок Ліги, Суперкубок Узбекистану, чемпіонати Узбекистану U19 та U21 та інших.
Сприяє проведенню футбольних змагань різного рівня у співпраці з міністерствами, відомствами, підприємствами та організаціями Узбекистану.
На березень 2024 року п'ять компаній в Узбекистані є офіційними спонсорами ліги.

## Історія
У 1992 році він входив в організаційну структуру Федерації футболу Узбекистану і відповідав за проведення професійних футбольних змагань в Узбекистані. На початку 2008 року Азійська конфедерація футболу рекомендувала Федерації футболу Узбекистану створити ПФЛ в якості окремої організації. Він був організований 20 червня 2008 року на загальних зборах Футбольної асоціації та футбольних клубів Узбекистану і був зареєстрований Міністерством юстиції Республіки Узбекистан 2 липня. 
У 2008-2018 роках провів юнацький чемпіонат Узбекистану з футболу. З 2019 по 2023 рік займався проведенням змагань жіночого футболу (Вища ліга, Перша ліга, Кубок, Суперкубок), а з 2017 по 2025 рік - футзалу (Вища ліга, Кубок та інші).
10 січня 2023 року він став членом Асоціації світових професійних футбольних ліг.

## Цілі та завдання
Основною метою Професійної футбольної ліги Узбекистану є координація проведення професійних змагань з футболу на території Республіки Узбекистан між футбольними командами у відповідних Суперлізі, Пролізі, Першій лізі, Вищій лізі та Першій лізі з футзалу, Кубку Узбекистану, Кубку Ліги, Суперкубку Узбекистану, всіх вікових категоріях Узбекистану, організація та проведення змагань між футбольними клубами, координація проведення професійних змагань з футболу, організація та проведення змагань між футбольними клубами, а також управління їх спортивною, організаційною та управлінською діяльністю та відносинами.
Щороку шляхом голосування експертів визначає кращих гравців, кращих суддів і кращих голов у Суперлізі Узбекистану і нагороджує переможців. В кінці року проведе церемонію нагородження спільно з Футбольною асоціацією Узбекистану.

## Керівництво
Перший керівник організації Фарход Маг'єв працював протягом 2008—2017 років. Омон Гафуров з вересня 2017 по 2019 рік очолював організацію. Пізніше, у 2019—2020 роках організацію очолив Даврон Шакурбанов. З 2020 по 2022 рік Дієр Імамходжаєв, який тимчасово виконував обов'язки генерального директора, був призначений генеральним директором організації у 2022 році.
| Керівник          | Початок терміну | Завершення терміну |
| ----------------- | --------------- | ------------------ |
| Фарход Магометов  | 04.09.2008      | 04.09.2017         |
| Омон Гафуров      | 04.09.2017      | 17.06.2019         |
| Даврон Шакурбанов | 17.06.2019      | 26.05.2020         |
| Дієр Імамходжаєв  | 26.05.2020      | досі               |

### Виконавчий комітет
Дієр Імамходжаєв, генеральний директор.
Оділ Ахмедов, член Виконкому, віце-президент Асоціації футболу Узбекистану.
Тулабек Акрамов, член Виконкому, віце-президент футбольного клубу «Локомотив-Ташкент».
Бахадир Мірзаєв, член Виконкому, генеральний директор футбольного клубу АГМК.
Алішер Юсупов, член Виконкому, менеджер футбольного клубу "Насаф".
Ойбекхан Ібрахімханов, член Виконкому, юридичний консультант Професійної футбольної ліги Узбекистану.

## Змагання в рамках ПФЛ

### Чемпіонат Узбекистану з футболу

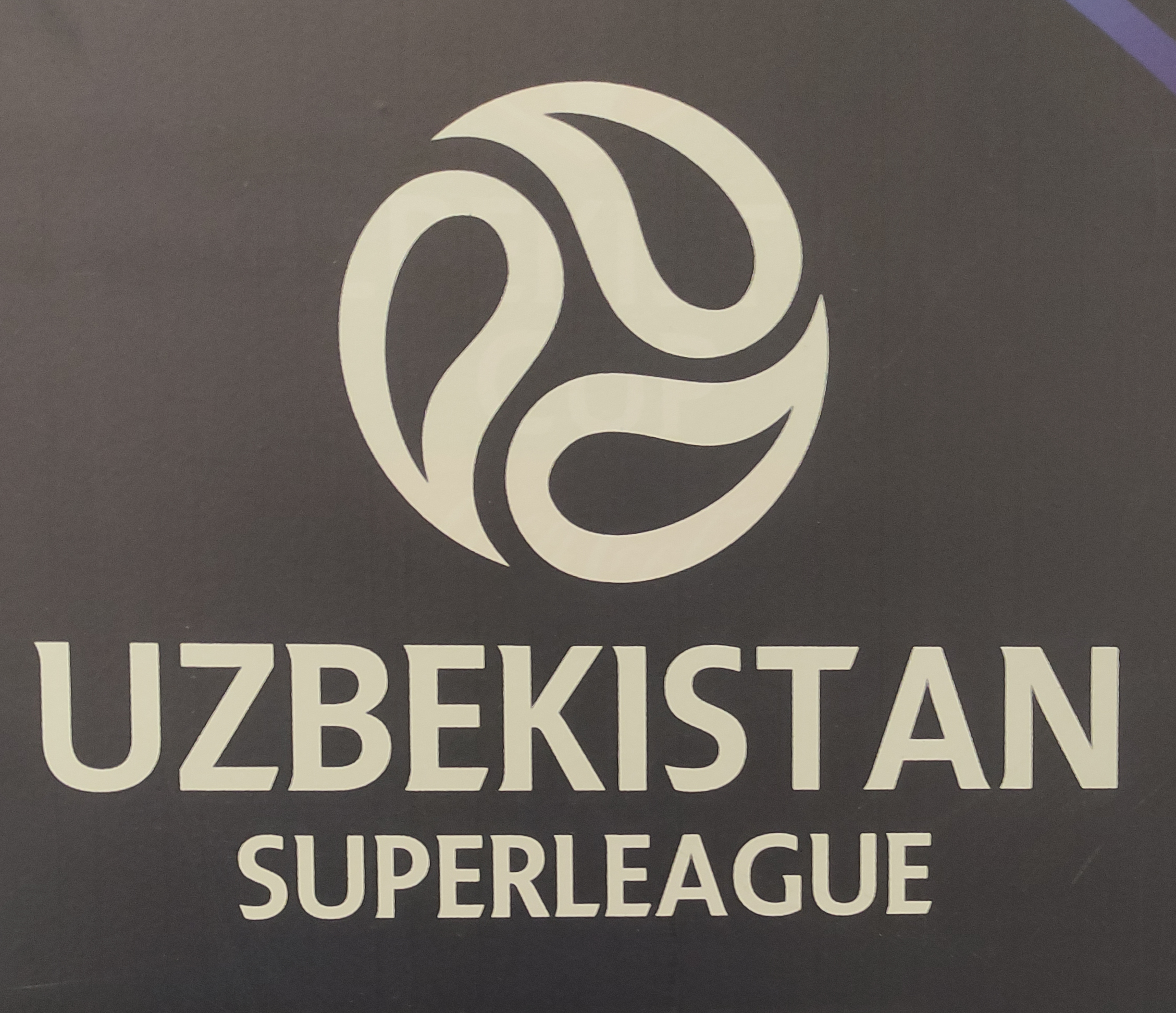
Суперліга Узбекистану

Суперліга Узбекистану - найвищий дивізіон у системі футбольних змагань Узбекистану, в якому беруть участь професійні футбольні клуби. Вона була створена в 1992 році під назвою Вища ліга. Чемпіонат проходитиме в березні-листопаді, кожна команда зіграє 26 матчів. З 2019 року титульний спонсор називатиметься спочатку Суперліга Pepsi, а з 2020 року - Суперліга Coca-Cola. З 2024 року вона буде називатися Artel Суперліга. В історії чемпіонатів Узбекистану всього брали участь 45 клубів, і лише 8 з них піднімалися на чемпіонський п'єдестал: «Пахтакор» - 16 разів, «Нефтчі» - 5 разів, «Бунёдкор» - 5 разів, «Локомотив» - 3 рази, «Достлік» - 2 рази, ЦСКА - 1 раз, «Навбахор» - 1 раз, «Насаф» - 1 раз. У різні роки кількість команд у чемпіонаті Узбекистану була різною. У перші роки в чемпіонаті брали участь 16 команд, потім в різні роки кількість команд становила 14, 18 і 20. У 2025 році кількість команд чемпіонату знову буде 16.

### Кубок Узбекистану
Змагання на Кубок країни з футболу. Проводиться з 1992 року. Першим переможцем змагань став клуб «Навбахор» з Намангана. Переможці кубка Узбекистану отримають право на участь у Лізі чемпіонів АФК.
«Пахтакор» рекордсмен за кількістю перемог — 13 разів. Клуби «Бунёдкор» і «Насаф Карші» перемагали по 4 рази, «Навбахор Наманган» і «Локомотив Ташкент» - по 3 рази, «Нефтчі Фергана» - 2 рази, «АГМК», «Андижан» і «Дустлік Ташкент» - по 1 разу.

### Кубок Ліги
Кубок Ліги Узбекистану - щорічне змагання з футболу серед чоловіків. Змагання, яке проводиться з 2010 року Професійною футбольною лігою Узбекистану та Асоціацією футболу Узбекистану, не проводилося у 2016-2018 роках. Кубок Ліги Узбекистану був організований вперше у 2019 році. У ньому візьмуть участь переважно узбецькі клуби, а також футбольні клуби з Киргизстану, Таджикистану, Туркменістану і Казахстану на запрошення УзПФЛ. Першим переможцем змагань стала команда «Пахтакор» з Ташкента.

### Суперкубок Узбекистану

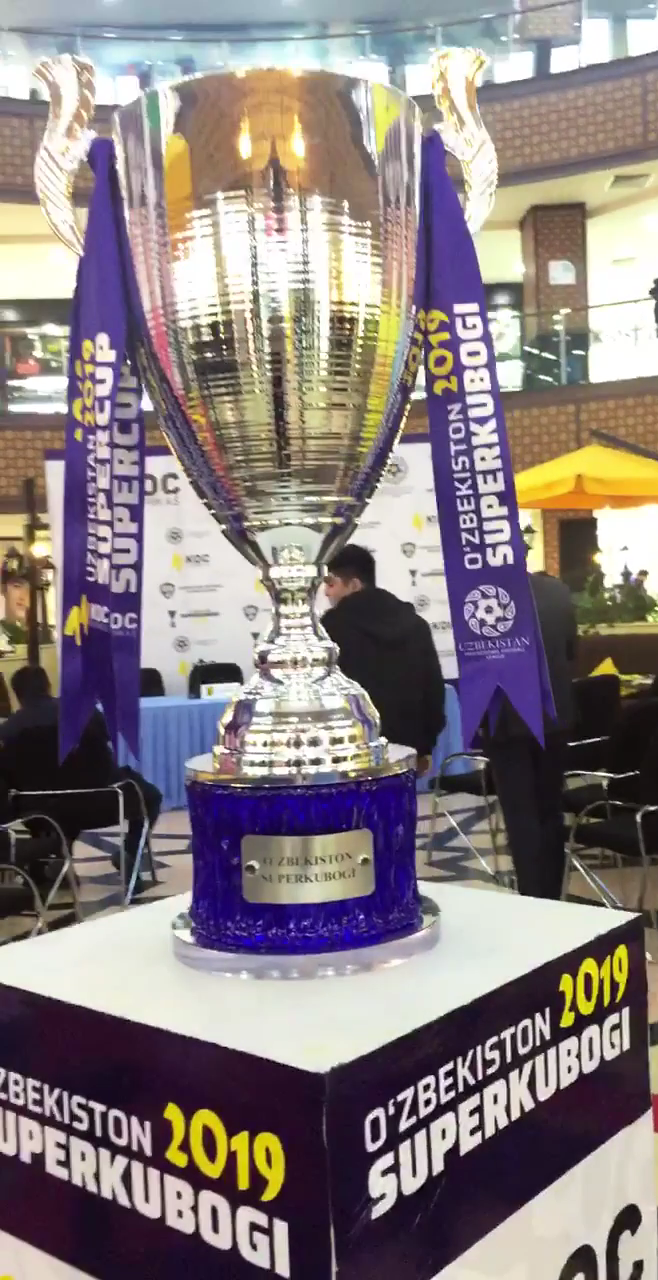
Суперкубок Узбекистану

Змагання, що складається з одного матчу, в якому грають чинний володар Кубка Узбекистану і переможець Суперліги Узбекистану. У випадку, якщо Кубок та Суперлігу виграє одна команда, то у грі за Суперкубок їй протистоїть команда, яка посіла друге місце у Суперлізі. Гра за Суперкубок Узбекистану традиційно проводиться наприкінці лютого або на початку березня, відкриваючи новий футбольний сезон у країні. Зазвичай, проводиться на нейтральному для обох команд стадіоні.

### Про ліга
21 Листопада 2017 року, згідно з рішенням керівництва УЗПФЛ, Перша ліга Узбекистану була офіційно перейменована в Про-Лігу Узбекистану з сезону 2018 року. Ліга була скорочена з 18 до 16 команд.

### Перша ліга
Діє з 2010 року. Починаючи з сезону 2010 року, змагання першої ліги розділені на два регіони: східний регіон і західний регіон. Команди Східного регіону складаються з футбольних клубів Андижанської, Наманганської, Ферганської та Ташкентської областей. Команди Західного регіону складаються з футбольних клубів Сирдар'їнської, Джизакської, Навоїйської, Самаркандської, Кашкадар'їнської, Сурхандар'їнської, Бухарської, Хорезмської областей та Республіки Каракалпакстан. Кількість команд-учасниць у кожній області: 14.
Перша ліга Узбекистану раніше була другорядним змаганням у футбольній системі. Після створення Проліги у 2018 році Перша ліга була реорганізована з 2020 року і зараз є змаганням третього рівня в країні.

### Чемпіонат U21
Змагання, в якому грають молодіжні команди Суперліги у системі футболу Узбекистану. Відповідно до регламенту УзПФЛ у ньому візьмуть участь гравці не старше 21 року. Матчі чемпіонату U-21 будуть організовані через день після матчу основних команд.

### Чемпіонат U19
Молодіжна збірна до 19 років захищатиме честь Узбекистану на молодіжному чемпіонаті світу з футболу (U-20), чемпіонаті Азії до 19 років (U-19) та інших турнірах. Змагання між командами до 19 років клубів Суперліги та Проліги. Чемпіонат U-19 засновано у 2021 році. У ньому всі клуби двох найвищих дивізіонів боротимуться за перемогу зі своїми вихованцями. Змагання між командами до 19 років клубів Суперліги та Проліги. Чемпіонат U-19 заснований у 2021 році. У ньому всі клуби двох вищих дивізіонів боротимуться за перемогу зі своїми вихованцями.

## Змагання у партнерстві

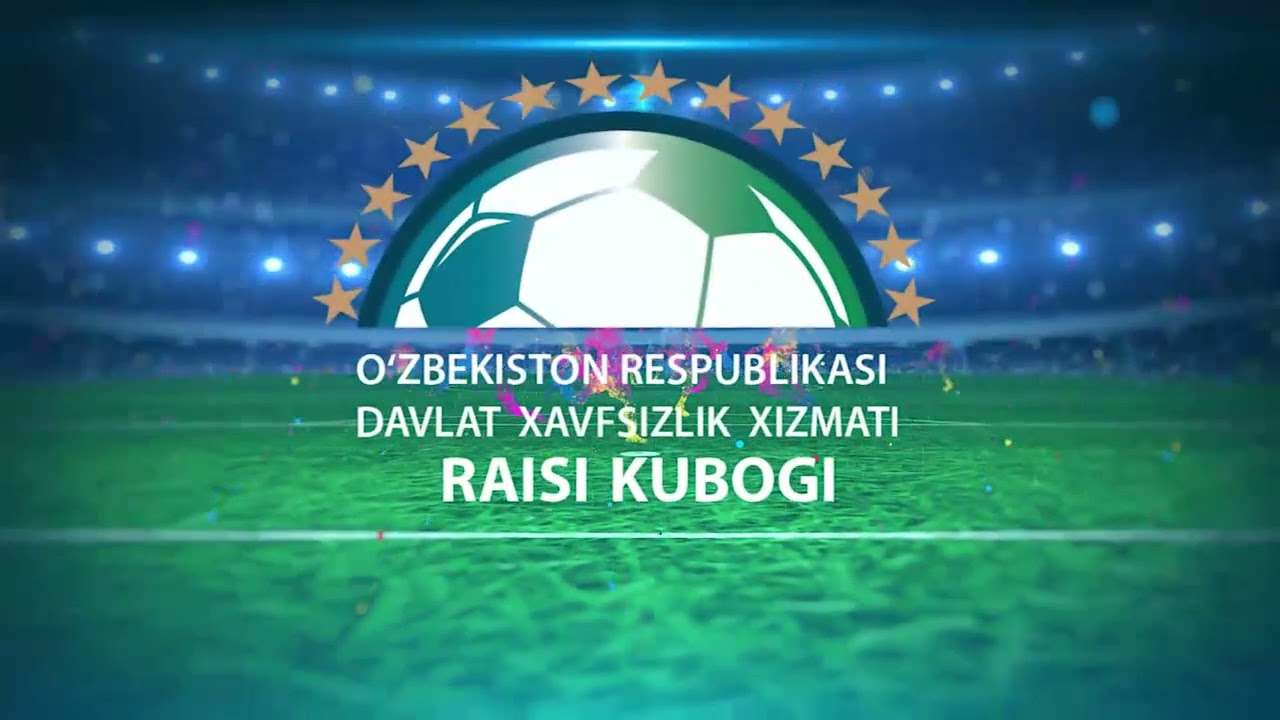
Емблема кубка СДБ Узбекистану

У партнерстві зі Службою державної безпеки, Міністерством спорту та Агентством у справах молоді Республіки Узбекистан проводить змагання Кубка СДБ.
Також проводить змагання студентського кубка у співпраці з Міністерством вищої освіти, науки та інновацій, Міністерством внутрішніх справ та Футбольною асоціацією.

## Спонсори
У 2018 році професійна футбольна ліга Узбекистану встановила партнерські відносини з компанією Pepsi. З 2019 року Coca-Cola Beverage Uzbekistan є титульним спонсором Суперліги Узбекистану. У засобах масової інформації та на офіційних заходах найвищий дивізіон чемпіонату Узбекистану з футболу називають Суперлігою Кока-Кола. 
У 2020 році співпрацює зі страховою компанією Apex Insurance. Компанія забезпечує медичне страхування понад 1500 професійних гравців, зареєстрованих у лізі. 
З 2021 по 2022 рік спонсорами виступали компанія Epsilon, акціонерне товариство Madad Invest Bank, Turon Eco Cement та Джизакський акумуляторний завод. 
16 березня 2023 року компанія «БМБ Холдинг» стала офіційним спонсором Суперліги. Також протягом 2023 року інформаційний портал Olcha.uz та приватна авіакомпанія Centrum Air стали партнерами Професійної футбольної ліги Узбекистану. 
28 лютого 2024 року найбільший бренд на ринку побутової техніки Узбекистану Artel став титульним спонсором Суперліги до кінця 2026 року. 12 березня 2024 року компанія Uzcard стала офіційним партнером Професійної футбольної ліги Узбекистану.

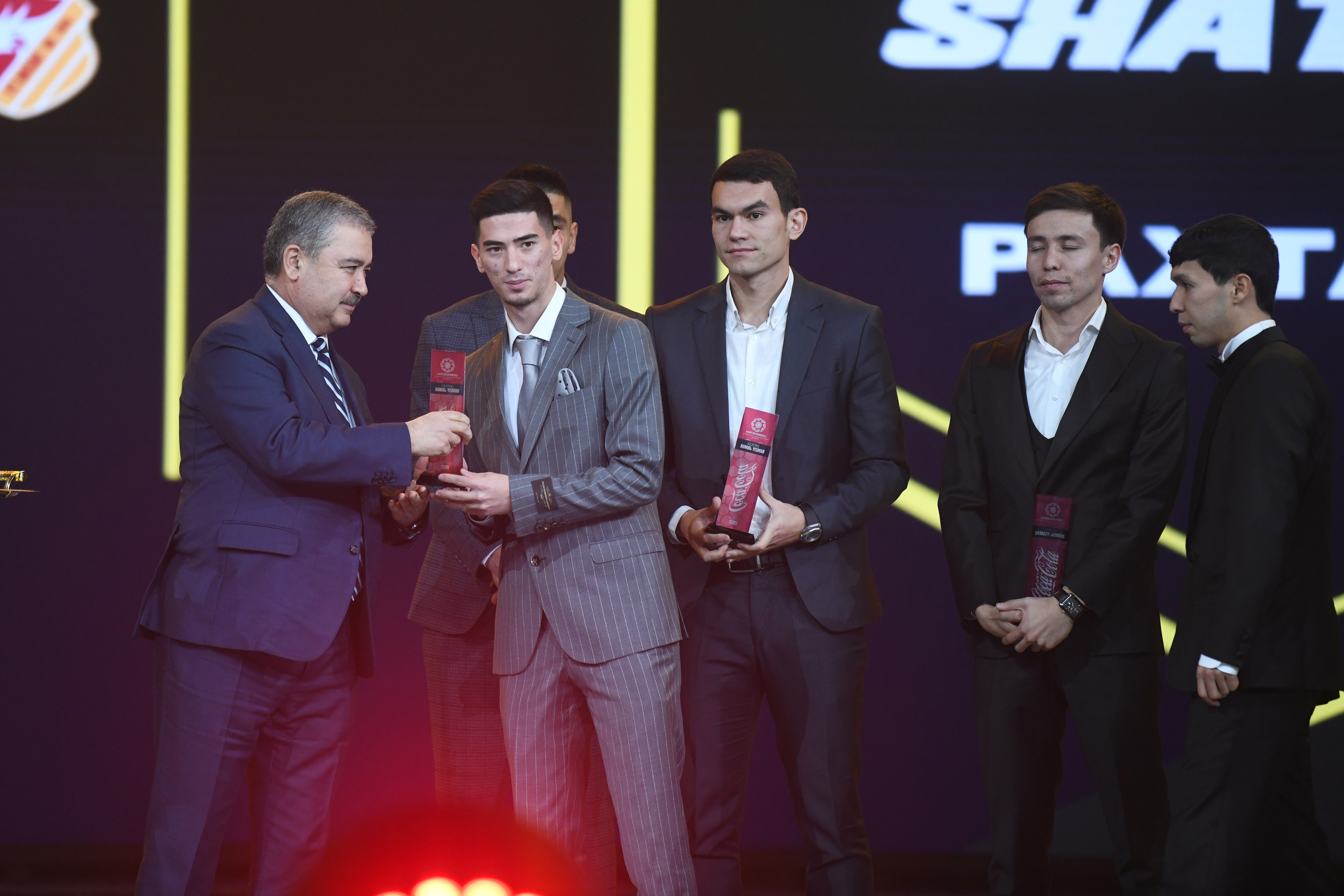
Церемонія нагородження УЗПФО 2022 року

## Досягнення
Професійна футбольна ліга Узбекистану є одним з лідерів з ліцензування на Азійському континенті. За підсумками 2021 року 12 клубів Узбекистану завоювали ліцензію азійської футбольної конфедерації, що було зафіксовано як 3-й кращий результат на континенті. У 2021 році серед жіночих команд два клуби Узбекистану були успішно ліцензовані одними з перших в Азії.
За підсумками 2021 року Міністерство юстиції Республіки Узбекистан і Національна асоціація некомерційних організацій Узбекистану включили в «топ-20 найбільш прозорих некомерційних організацій».